# Vorstendom Rheina-Wolbeck
Rheina-Wolbeck was een staat in het huidige Noordrijn-Westfalen die bestond van 1803 tot 1806.
Paragraaf 3 van de Reichsdeputationshauptschluss van 25 februari 1803 kende de resten van de ambten Bevergern en Wolbeck van het bisdom Münster toe aan de hertog van Looz-Corswarem. Het betrof hier hertog Willem Jozef van Looz-Corswarem en het was ter compensatie van zijn door Frankrijk veroverde bezittingen op de linker Rijnoever. Merkwaardigerwijze ging het hier niet om een rijksstand die gecompenseerd werd, maar om een lid van de hoge Belgische adel.
Artikel 24 van de Rijnbondakte van 12 juli 1806 stelde de bezittingen van de hertog van Looz onder de soevereiniteit van het groothertogdom Berg: de mediatisering. In 1811 een deel van het groothertogdom Berg, waaronder het voormalige vorstendom Rheina-Wolbeck bij Frankrijk ingelijfd. Het Congres van Wenen liet het koninkrijk Hannover en het koninkrijk Pruisen het gebied onderling verdelen. Het Pruisische deel ging deel uitmaken van de provincie Westfalen. De hertogen van Looz-Corswarem kregen hun soevereiniteit niet terug. In 1827 kwam het vorstendom door huwelijk aan de graven van Lannoy-Clervaux.
Historische atlas: http://www.lwl.org/westfaelische-geschichte/kar-zoom/1804-l.html
- Gemeinsame Normdatei: 4049742-2
- Virtual International Authority File: 238352510